# Rebeuville
Rebeuville ist eine auf 290 Metern über Meereshöhe gelegene französische Gemeinde im Département Vosges in der Region Grand Est (vor 2016: Lothringen). Sie gehört zum Kanton Neufchâteau im Arrondissement Neufchâteau. Die Bewohner nennen sich Rebeuvillois.

## Geografie, Infrastruktur
Der Bahnhof an der Bahnstrecke Neufchâteau–Épinal ist heute nicht mehr in Betrieb. Rebeuville ist durch die vormalige Route nationale 64 an das überregionale Fernstraßennetz angeschlossen. Die Gemeinde grenzt im Westen und im Nordwesten, Norden und Nordosten an Neufchâteau, im Osten an Vouxey, im Südosten an Rouvres-la-Chétive und Certilleux und im Südwesten an Circourt-sur-Mouzon.

## Bevölkerungsentwicklung
| Jahr      | 1962 | 1968 | 1975 | 1982 | 1990 | 1999 | 2008 | 2019 |
| --------- | ---- | ---- | ---- | ---- | ---- | ---- | ---- | ---- |
| Einwohner | 227  | 262  | 211  | 262  | 273  | 264  | 256  | 278  |